# Șevcenkove, Volodarka
Șevcenkove (în ucraineană Шевченкове) este un sat în comuna Zraikî din raionul Volodarka, regiunea Kiev, Ucraina.

## Demografie
Componența lingvistică a localității Șevcenkove
     Ucraineană (92,31%)
     Rusă (7,69%)
Conform recensământului din 2001, majoritatea populației localității Șevcenkove era vorbitoare de ucraineană (92,31%), existând în minoritate și vorbitori de rusă (7,69%).